# Espiritual pero no religioso
Espiritual pero no religioso (EPNR), también conocido como espiritual pero no afiliado (EPNF), es una frase popular y un inicialismo que se usa para autoidentificar una postura de vida espiritual que no considera la religión organizada como el único o más valioso medio de promover el crecimiento espiritual. Históricamente, las palabras «religioso» y «espiritual» se han utilizado como sinónimos para describir los diversos aspectos del concepto de religión, pero en el uso contemporáneo espiritualidad a menudo se ha asociado con la vida interior del individuo, poniendo énfasis en el bienestar de la  «mente-cuerpo-espíritu»,: 63 
mientras que «religión» se refiere a las dimensiones de organización o  comunal.
El término es de uso mundial, pero es más prominente en los Estados Unidos, donde un estudio de 2002 informa que hasta el 33% de las personas se identifican como «espirituales pero no religiosos». Otros estudios reportan menores porcentajes que van del 24% al 10%.
El término SBNR es usado comúnmente en estadística para describir al grupo demográfico que se ubica como «sin iglesia», «ninguno de los anteriores», «más espiritual que religioso», «espiritual ecléctico», «sin afiliación», «librepensador», «deísta» o «buscador espiritual». En 2013, el rabino Rami Shapiro introdujo la frase «Espiritualmente Independiente» como un nuevo término para reemplazar el EPNR pues contiene una declaración más positiva parecida a «independencia política» como un modelo a seguir. Las personas más jóvenes es más probable que se identifiquen como EPNR que las personas mayores. En abril de 2010, la primera plana de USA Today afirmó que el 72% por ciento de la Generación Y estaba de acuerdo en ser «más espiritual que religiosa».
Quienes se identifican como SBNR varían en su filosofía espiritual individual, prácticas y referencias teológicas, haciendo referencia a un poder superior o la naturaleza trascendente de la realidad, sin pertenecer a una confesión religiosa. En los Estados Unidos, la mayoría de personas SBNR sin una afiliación religiosa cree en Dios.
El término ha sido llamado cliché por escritores religiosos populares, tales como Robert Wright, pero está ganando en popularidad. El estilo de vida SBNR ha sido más estudiado en la población de los Estados Unidos.

## Orígenes y demografía
Históricamente, las palabras «religioso» y «espiritual» se han utilizado como sinónimos para describir todos los diversos aspectos del concepto de religión. Sin embargo, la religión es un término muy controvertido con estudiosos como  Russell McCutcheon que argumenta que el término «religión» se utiliza como una forma de nombrar un «dominio aparentemente distinto de diversos elementos de la actividad y producción humana». El campo de estudios religiosos ni siquiera puede ponerse de acuerdo sobre una definición de religión y dado que la espiritualidad se superpone con ella de muchas maneras, es difícil llegar a un consenso para una definición de espiritualidad también.
La expresión específica se utilizó en varios trabajos académicos, incluido un artículo antropológico en 1960 y en el artículo seminal de Zinnbauer et al. "Religiousness and Spirituality: Unfuzzying the Fuzzy". EPNR como movimiento en Estados Unidos fue delineado por el autor Sven Erlandson en su libro de 2000 «Espiritual pero no Religioso». El fenómeno posiblemente comenzó a surgir como resultado de un nuevo movimiento romántico que comenzó en la década de 1960, mientras que la relación entre los dos ha estado remotamente vinculada a la definición de William James de experiencia religiosa, que él define como los «sentimientos, actos y experiencias de hombres individuales en su soledad, en la medida en que se aprehenden a sí mismos en relación con lo que puedan considerar divino». Los movimientos románticos tienden a alejarse de la religión tradicional y se asemejan a los movimientos espirituales en su respaldo a las formas místicas, poco ortodoxas y exóticas. Owen Thomas también afirma que la ambigüedad y la falta de estructura presente en los movimientos románticos también están presentes dentro de los movimientos espirituales.
Según un estudio realizado por Pew Research Center en 2012, el número de estadounidenses que no se identifican con ninguna religión ha aumentado del 15% en 2007 al 20% en 2012, y este número sigue creciendo. Según los informes, una quinta parte del público estadounidense y un tercio de los adultos menores de 30 años no están afiliados a ninguna religión, pero se identifican como espirituales de alguna manera. De estos estadounidenses sin afiliación religiosa, el 37% se clasifican a sí mismos como espirituales pero no religiosos, mientras que el 68% dice que sí creen en Dios y el 58% siente una conexión profunda con la Tierra.
El aumento de la atención popular y académica a la «espiritualidad» por parte de académicos como  Pargament se ha relacionado con las tendencias socioculturales hacia la desinstitucionalización, la individualización y la globalización.
El reemplazo generacional se ha entendido como un factor significativo del crecimiento de individuos no afiliados a ninguna religión. Se encontraron diferencias significativas entre el porcentaje de aquellos considerados más jóvenes millennials (nacidos en 1990-1994) en comparación con los de la generación X (nacidos en 1965-1980), con un 34% y un 21% que informan no estar afiliados a ninguna religión, respectivamente.
Demográficamente, la investigación ha encontrado que la población sin afiliación religiosa es más joven, predominantemente masculina, y el 35% tiene entre 18 y 29 años. Por el contrario, solo el 8% de las personas sin afiliación religiosa tiene 65 años o más. Entre los no afiliados a la religión organizada en su conjunto, el 56% son hombres y el 44% son mujeres.
Otra posible explicación para la aparición de SBNR es lingüística. Owen Thomas destaca el hecho de que los movimientos de espiritualidad tienden a localizarse en las culturas inglesa y norteamericana. El significado del término «espíritu» es más limitado en inglés que en otros idiomas, refiriéndose a todas las capacidades-- humanas y funciones culturales únicas.
Sin embargo, según Siobhan Chandler, apreciar el «dios interior» no es una noción del siglo XX con raíces en la contracultura de los sesenta o la Nueva Era de los ochenta, sino que la espiritualidad es un concepto que ha penetrado toda la historia.

## Características de EPNR

### Antiinstitucional y personal
Según Abby Day, algunos de los que critican la religión la ven como rígida y agresiva, lo que los lleva a usar términos como  ateo,  agnóstico para describirse a sí mismos. Para muchas personas, EPNR no se trata solo de rechazar la religión por completo, sino de no querer estar restringido por ella.
Según Linda Mercadante, los EPNR adoptan una postura decididamente anti-dogmática contra las creencias religiosas en general. Afirman no solo que la creencia no es esencial, sino que es potencialmente dañina o al menos un obstáculo para la espiritualidad.
Según Philip D. Kenneson, muchos de los estudiados que se identifican como EPNR sienten una tensión entre su espiritualidad personal y su pertenencia a una organización religiosa convencional. La mayoría de ellos valoran la curiosidad, la libertad intelectual y un enfoque experimental de la religión. Muchos llegan a ver la religión organizada como el principal enemigo de la espiritualidad auténtica, afirmando que la espiritualidad es una reflexión privada y una experiencia privada, no un ritual público. Ser «religioso» transmite una connotación institucional, generalmente asociada con las tradiciones abrahámicas: asistir a los servicios de adoración, decir Misa, encender Hanukkah velas. Ser espiritual, por el contrario, connota la práctica personal y el empoderamiento personal que tiene que ver con las motivaciones más profundas de la vida. Como resultado, en culturas que desconfían profundamente de las estructuras institucionales y que dan un gran valor a la libertad individual y autonomía, la espiritualidad ha llegado a tener connotaciones en gran medida positivas, mientras que la religión se ha visto de manera más negativa.
Según Robert Fuller, el fenómeno EPNR se puede caracterizar como una mezcla de progresismo intelectual y hambre mística, impaciente con la piedad de las iglesias establecidas.
Según Robert Wuthnow, la espiritualidad es mucho más que ir a la iglesia y estar de acuerdo o en desacuerdo con las doctrinas de la iglesia. La espiritualidad es el término abreviado que se usa en la sociedad occidental para hablar sobre la relación de una persona con Dios. Para muchas personas, la forma en que piensan acerca de la religión y la espiritualidad está ciertamente guiada por lo que ven y hacen en sus congregaciones. En un nivel más profundo, involucra la identidad propia de una persona: sentirse amado por Dios, y estos sentimientos pueden aumentar y disminuir.

### Categorización de EPNR
Linda A. Mercadante clasifica los EPNR en cinco categorías distintas:
1. Dissenters son las personas que, en su mayor parte, hacen un esfuerzo consciente para desviarse de la religión institucional. Los «disidentes que protestan» se refieren a aquellos EPNR que han sido desconectados de la afiliación religiosa debido a experiencias personales adversas con ella. «Disidentes a la deriva» se refiere a aquellos EPNR que, por una multitud de razones, se desconectaron de la religión organizada y eligieron no volver nunca más. «Disidentes objetores de conciencia» se refiere a aquellos EPNR que son abiertamente escépticos de las instituciones religiosas y opinan que la religión no es una parte útil ni necesaria de la espiritualidad de un individuo.
2. Los informales son las personas que ven las prácticas religiosas y / o espirituales como principalmente funcionales. La espiritualidad no es un principio organizador de sus vidas. Más bien creen que debe usarse según sea necesario para mejorar su salud, aliviar el estrés y brindar apoyo emocional. Por tanto, la espiritualidad de «Casuals» se entiende mejor como una espiritualidad terapéutica que se centra en el bienestar personal del individuo.
3. Exploradores son las personas que parecen tener lo que Mercadante llama una pasión por los viajes espirituales. Estos EPNR encuentran que su búsqueda constante de prácticas espirituales novedosas es un subproducto de su «curiosidad insatisfecha», su deseo de viaje y cambio, así como sentimientos de decepción. Los exploradores se entienden mejor como «turistas espirituales» que se sienten cómodos en el viaje sin destino de su espiritualidad y no tienen intenciones de comprometerse en última instancia con un hogar espiritual.
4. Buscadores son aquellas personas que buscan un hogar espiritual pero contemplan y recuperar identidades religiosas anteriores. Estos EPNR adoptan la etiqueta «espiritual pero no religioso» y están ansiosos por encontrar una identidad religiosa completamente nueva o un grupo espiritual alternativo con el que finalmente puedan comprometerse.
5. Los inmigrantes son aquellas personas que se han encontrado en un reino espiritual novedoso y están tratando de adaptarse a esta nueva identidad y su comunidad. Los inmigrantes pueden entenderse mejor como aquellos EPNR que están probando un entorno espiritual radicalmente nuevo pero que aún no se han sentido completamente asentados allí. Es importante señalar que para estos EPNR, aunque esperan integrarse completamente en sus nuevas identidades espirituales, el proceso de aclimatación es difícil y, a menudo, desconcertante.

### Prácticas
EPNR está relacionado con el pensamiento espiritual y religioso y las espiritualidades ecológicas, y también al Neopaganismo, el Wicca, el Chamanismo, los Druida,  Gaia y prácticas mágicas. Algunas prácticas espirituales de la Nueva Era incluyen astrología, Ouija tableros, Tarot cartas, y ciencia ficción. Una práctica común de SPNR es la meditación, como atención plena y Meditación trascendental.

## Crítica
Algunos representantes de la religión organizada han criticado la práctica de la espiritualidad sin religiosidad. Lillian Daniel, una ministra protestante liberal, ha caracterizado la cosmovisión EPNR como un producto de la cultura de consumo estadounidense secular, muy alejada de la comunidad y «justo en la mayoría de las personas que encuentran aburridas las religiones antiguas pero que se encuentran a sí mismas fascinantes».  James Martin, un sacerdote jesuita, ha llamado al estilo de vida EPNR «simple pereza», afirmando que «la espiritualidad sin religión puede convertirse en una complacencia egocéntrica divorciada de la sabiduría de una comunidad».
Otros críticos sostienen que dentro de la cosmovisión «espiritual pero no religiosa», el autoconocimiento y el crecimiento personal se han equiparado problemáticamente con el conocimiento de Dios, dirigiendo el enfoque de una persona hacia adentro. Como resultado, las fuerzas políticas, económicas y sociales que dan forma al mundo son olvidadas y luego desatendidas. Además, algunos eruditos han notado la relativa superficialidad espiritual de prácticas particulares de EPNR. El misticismo clásico dentro de las principales religiones del mundo requiere una dedicación sostenida, a menudo en forma de ascetismo prolongado, devoción prolongada a la oración y el cultivo de la humildad. En contraste, se alienta a los EPNR del mundo occidental a incursionar en las prácticas espirituales de una manera que a menudo es casual y carece de rigor o de cualquier reorganización de prioridades. El sociólogo Robert Wuthnow sugiere que estas formas de misticismo son «superficiales e inauténticas». Otros críticos discrepan de la legitimidad intelectual de la erudición EPNR. Cuando se contrasta con la teología profesional o académica, las filosofías espirituales pueden parecer sin pulir, desarticuladas o de fuentes inconsistentes.
Wong y Vinsky desafían el discurso de EPNR que postula la religión como «institucional y estructurada» en contraste con la espiritualidad como «inclusiva y universal» (1346). Sostienen que este entendimiento invisibiliza la construcción histórica de la espiritualidad, que actualmente se apoya en un rechazo del eurocristianismo para su propia autodefinición. Según ellos, los discursos occidentales de espiritualidad se apropian de las tradiciones espirituales indígenas y las tradiciones étnicas de Oriente, pero los grupos étnicos racializados son más propensos a ser etiquetados como religiosos que espirituales por los practicantes blancos de EPNR. Wong y Vinsky afirman que a través de estos procesos, el othering colonial se promulga a través del discurso EPNR.